# Sonya Adler
Sophia "Sonya" Adler, née Oberlander  ~1862 à Odessa et morte en 1886 à Londres, est une actrice du théâtre yiddish. Elle est connue sous son nom de scène Sonya Michelson. Elle est mariée à Jacob Adler avec lequel elle devient une star du Théâtre. Elle fait ses études à l'Université d'Odessa et maîtrise le yddish, le russe, l'allemand, anglais et le français. Le 7 août 1883 le théâtre Yiddish est banni de la Russie, le couple émigre à Londres.